# Глен Фезерстоун
Глен Фезерстоун (англ. Glen Featherstone, нар. 8 липня 1968, Торонто) — колишній канадський хокеїст, що грав на позиції захисника.

## Ігрова кар'єра
Професійну хокейну кар'єру розпочав 1988 року.
1986 року був обраний на драфті НХЛ під 73-м загальним номером командою «Сент-Луїс Блюз». 
Протягом професійної клубної ігрової кар'єри, що тривала 14 років, захищав кольори команд «Сент-Луїс Блюз», «Бостон Брюїнс», «Нью-Йорк Рейнджерс», «Гартфорд Вейлерс» та «Калгарі Флеймс».

## Статистика НХЛ
|                  | Сезони | І   | Г  | П  | О  | ШХ  |
| ---------------- | ------ | --- | -- | -- | -- | --- |
| Регулярний сезон | 11     | 384 | 19 | 61 | 80 | 939 |
| Плей-оф          | 4      | 28  | 0  | 2  | 2  | 103 |